# Xonville
Xonville település Franciaországban, Meurthe-et-Moselle megyében. Lakosainak száma 104 fő (2022. január 1.). Xonville Chambley-Bussières, Hagéville, Puxieux, Sponville és Lachaussée községekkel határos.

## Népesség
A település népessége az elmúlt években az alábbi módon változott:
| Lakosok száma | 111  | 91   | 99   | 93   | 138  | 135  | 127  | 119  | 109  | 104  |
|               | 1968 | 1982 | 1999 | 2006 | 2011 | 2015 | 2017 | 2018 | 2020 | 2022 |